# Pseudischnoptera lineata
Pseudischnoptera lineata är en kackerlacksart som först beskrevs av Olivier 1789.  Pseudischnoptera lineata ingår i släktet Pseudischnoptera och familjen småkackerlackor. Inga underarter finns listade i Catalogue of Life.